# Réserve naturelle régionale de Saint-Maurin
La réserve naturelle régionale de Saint-Maurin (RNR212) est une réserve naturelle régionale située en Provence-Alpes-Côte d'Azur. Classée en 2009, elle occupe une surface de 25 hectares et protège des formations de travertin dans la partie aval des gorges du Verdon.

## Localisation

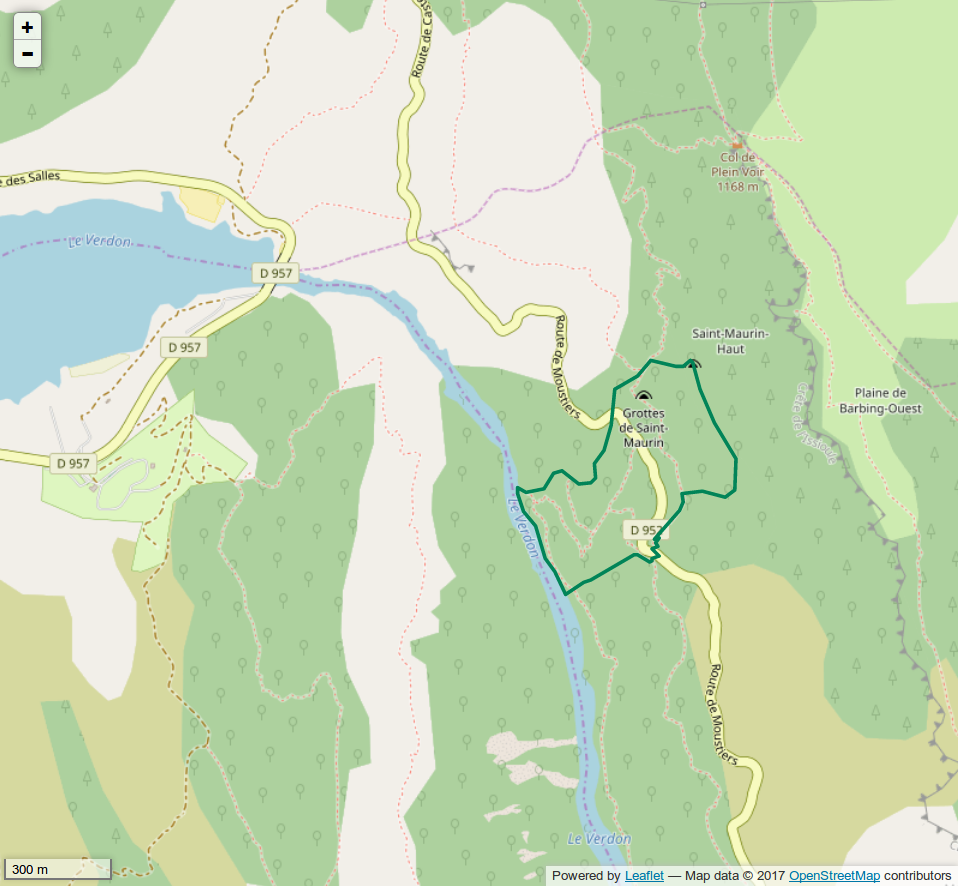
Périmètre de la réserve naturelle.

Situé au sein du Parc naturel régional du Verdon, le territoire de la réserve naturelle est dans le département des Alpes-de-Haute-Provence, sur la commune de La Palud-sur-Verdon et à l'entrée ouest des gorges du Verdon.

## Histoire du site et de la réserve
L'histoire de la réserve est intimement liée à celle des grottes de Saint-Maurin occupées de longue date par des communautés religieuses.

## Écologie

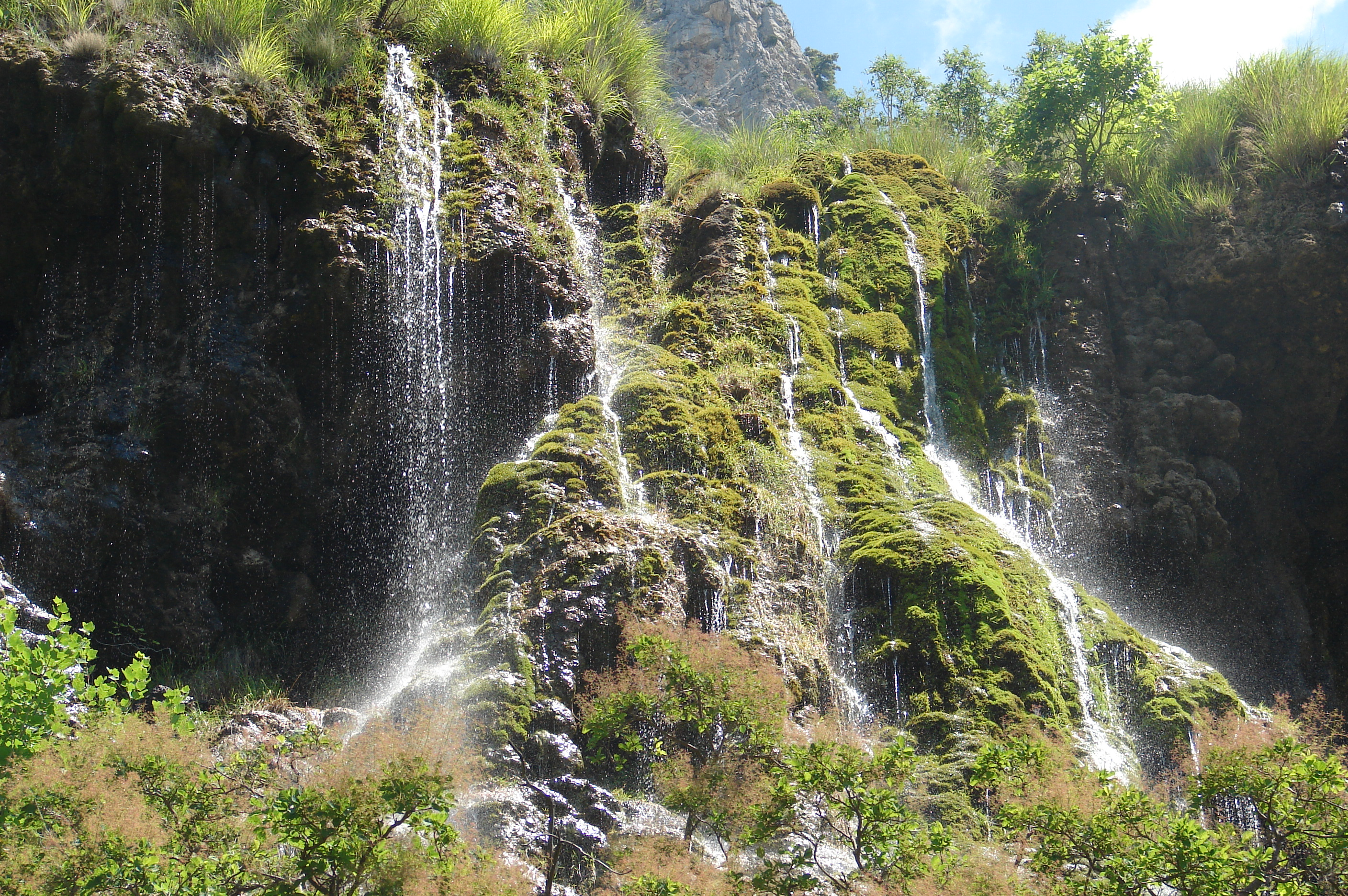
Coulée de travertin

Il y a sur le site des formations de travertin issues de la précipitation du carbonate de calcium libéré par les eaux des nombreuses sources. À l'intérieur du périmètre de protection de cette réserve, on trouve les grottes de Saint-Maurin creusées dans les tufs calcaires.

### Flore
L'exposition et la variété des milieux entrainent une grande richesse floristique et bryophytique.

### Faune
Parmi les oiseaux fréquentant le site, on note le Vautour fauve.
Le site est fréquenté par de nombreuses espèces de chauves-souris : Petit rhinolophe, Murin à oreilles échancrées, Oreillard montagnard, Molosse de Cestoni.

## Intérêt touristique et pédagogique

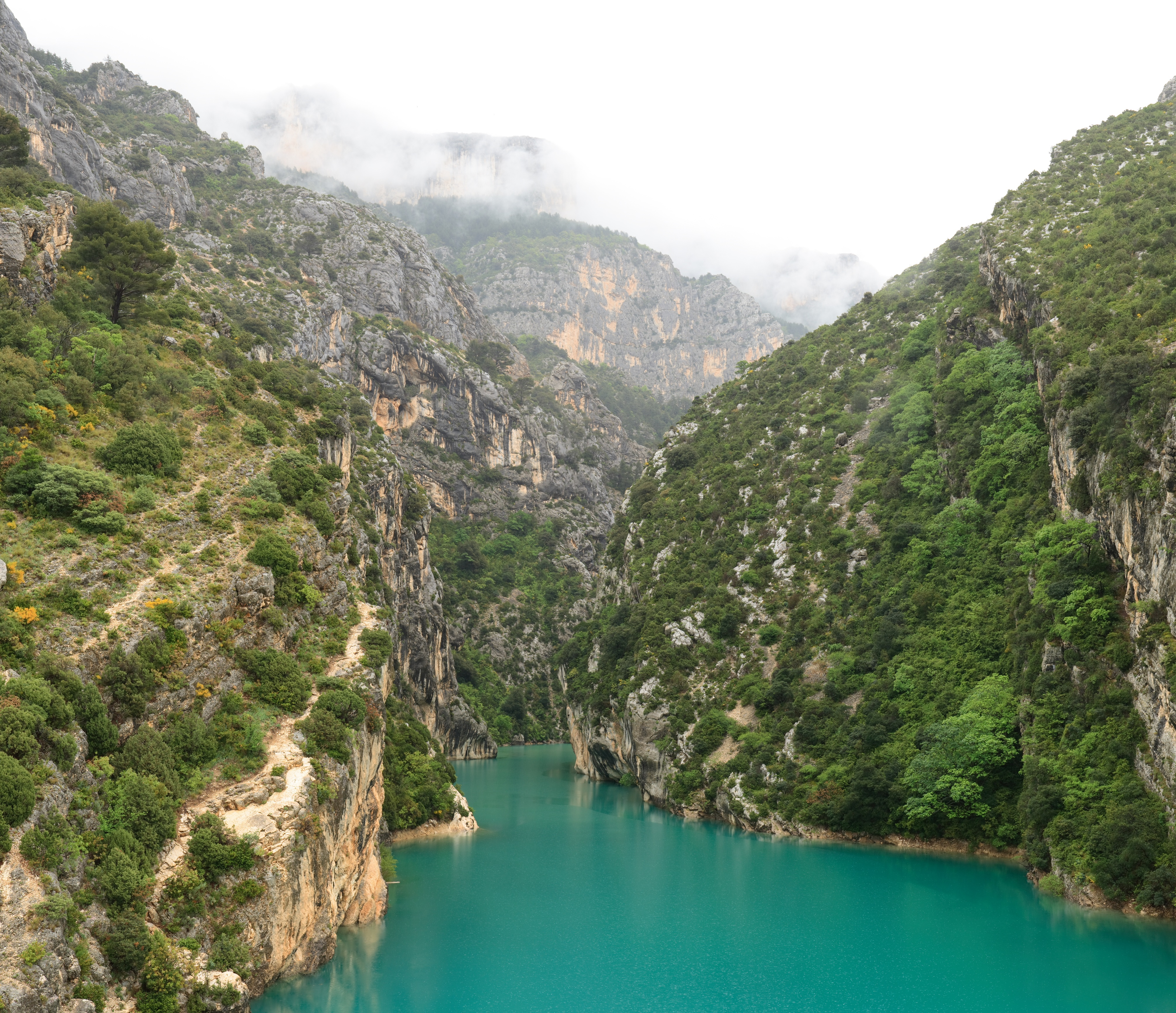
Sortie des gorges du Verdon

Le GR4 permet de se rendre dans la réserve naturelle. La route départementale RD952, longe la réserve, entre La Palud-sur-Verdon et Moustiers-Sainte-Marie.

## Administration, plan de gestion, règlement
La réserve naturelle est gérée par la commune de La Palud-sur-Verdon, le Conservatoire d'espaces naturels de Provence-Alpes-Côte d'Azur et le Parc naturel régional du Verdon.

### Outils et statut juridique
La réserve naturelle a été créée par une délibération du 30 octobre 2009.